# Dai Meng
Dai Meng (chinês simplificado: 戴萌, pinyin: Dài Méng) é uma cantora idol chinesa. Atualmente, ela é co-capitã do Team SII do grupo ídolo feminino SNH48 e integrante de suas subunidades 7Senses e Style-7.

## Carreira
Em 14 de outubro de 2012, durante uma conferência de imprensa do SNH48, Dai foi anunciada como uma das integrantes da primeira geração do SNH48. Em 23 de dezembro, o SNH48 foi convidado para a cerimônia de inauguração da União dos Estudantes da Universidade de Fudan e fez sua primeira apresentação como integrante do SNH48.
Em 12 de janeiro de 2013, Dai se apresentou no SNH48 Research Students 1st stage, "Give Me Power!", como Research Student. Em 25 de maio, ela se apresentou no "Blooming For You" Concert. Em 11 de novembro, ela foi promovida ao SNH48 Team SII e, em 16 de dezembro, ela se apresentou no SNH48 Guangzhou Concert.
Em 18 de janeiro de 2014, Dai participou do Red and White Concert, no qual o Team SII saiu vencedor. Em 26 de julho, durante a primeira eleição geral do SNH48, Dai ficou em 13º com 5785 votos, tornando-se posteriormente parte do Senbatsu para seu quinto single.
Em 31 de janeiro de 2015, Dai se apresentou no SNH48 Request Hour Setlist Best 30 2015. Em 25 de julho, durante a segunda eleição geral do SNH48, ela ficou em 15º com 17907,3 votos e se tornou parte do senbatsu naquele ano. Em 13 de setembro, durante o segundo aniversário do SNH48 Theater, Dai foi anunciada como a nova capitã do Team SII, depois que Mo Han renunciou por motivos pessoais. Em 31 de outubro, Dai passou a fazer parte da subunidade do SNH48, Style-7.
Em 2016, ela se tornou uma das embaixadoras da AKG. Em 23 de julho, ela participou das filmagens de Heroes of Remix. Em 30 de julho, durante a terceira eleição geral do SNH48, Dai ficou em 12º com 41.511,8 votos.
Em 19 de março, Dai foi anunciada como uma das integrantes da subunidade 7SENSES do SNH48. Elas lançaram seu primeiro EP, "7SENSES", em 20 de abril. Em 29 de julho, durante a quarta eleição geral do SNH48, Dai ficou em 11º com 53659,1 votos.

## Discografia

### Com o SNH48

#### EPs
| Ano  | No. | Título                  | Papel  | Notas                                      |
| ---- | --- | ----------------------- | ------ | ------------------------------------------ |
| 2013 | 1   | Heavy Rotation          | A-side | Debut com o SNH48 Team SII                 |
| 2013 | 2   | Flying Get              | A-side |                                            |
| 2013 | 3   | Fortune Cookie of Love  | A-side |                                            |
| 2014 | 4   | Heart Electric          | A-side |                                            |
| 2014 | 5   | UZA                     | A-side |                                            |
| 2015 | 6   | Give Me Five!           | B-side |                                            |
| 2015 | 7   | After Rain              | A-side |                                            |
| 2015 | 8   | Manatsu no Sounds Good! | A-side |                                            |
| 2015 | 9   | Halloween Night         | A-side |                                            |
| 2015 | 10  | New Year's Bell         | A-side |                                            |
| 2016 | 11  | Engine of Youth         | A-side |                                            |
| 2016 | 12  | Dream Land              | A-side |                                            |
| 2016 | 13  | Princess's Cloak        | A-side |                                            |
| 2016 | 14  | Happy Wonder World      | B-side |                                            |
| 2017 | 15  | Each Other's Future     | B-side |                                            |
| 2017 | 16  | Summer Pirates          | B-side | Cantou em "Area 48" como parte do Team SII |
| 2017 | 17  | Dawn in Naples          | A-side |                                            |

#### Álbums
- Mae Shika Mukanee (2014)

## Units

### Units de apresentações do SNH48
| Número da apresentação                                | Música                           | Notas                                       |
| ----------------------------------------------------- | -------------------------------- | ------------------------------------------- |
| Team SII 1st Stage "Saishuu Bell ga Naru"             | Gomen ne Jewel (对不起我的宝贝)  | Com Xu Jiaqi, Wu Zhehan e Mo Han            |
| Team SII 1st Stage "Saishuu Bell ga Naru"             | 16nin Shimai no Uta (16人姐妹歌) | Com Chen Si e Qian Beiting                  |
| Team SII 2nd Stage "Nagai Hikari"                     | Tsundere! (傲娇女孩)             | Com Qiu Xinyi e Chen Si                     |
| Team SII 3rd Stage "Pajama Drive"                     | Junjou Shugi (纯情主义)          | Com Chen Si e Qian Beiting                  |
| Team SII 4th Stage "RESET"                            | Seifuku Resistance (再见，制服)  | Com Zhang Yuge e Zhao Jiamin                |
| Team SII 5th Stage "Yume wo Shinaseru Wake ni Ikanai" | Confession (不曾后悔)            | Com Kong Xiaoyin, Yuan Yuzhen e Xu Chenchen |
| Team SII 6th Stage "Journey of the Heart"             | Bandage of a friend (好友创可贴) | Com Li Yuqi, Xu Zixuan e Feng Xiaofei       |
| Team SII 7th Stage "District 48"                      | Love is not central (爱未央)     | Com Xu Jiaqi                                |

### Unidades de shows
| Ano  | Data           | Nome                                               | Música                                                             | Notas                                                  |
| ---- | -------------- | -------------------------------------------------- | ------------------------------------------------------------------ | ------------------------------------------------------ |
| 2013 | 25 de maio     | Blooming For You Concert                           | Nenhuma                                                            |                                                        |
| 2013 | 16 de novembro | Guangzhou Concert                                  | Nenhuma                                                            |                                                        |
| 2014 | 18 de janeiro  | Red and White Concert                              | Arashi no Yoru ni wa (暴风雨之夜)                                  | Com Xu Jiaqi, Chen Si e Wen Jingjie                    |
| 2014 | 26 de julho    | SNH48 Sousenkyo Concert in Shanghai                | Dakishimeraretara (如果你拥抱我)                                   | Com Xu Jiaqi e Kong Xiaoyin                            |
| 2015 | 31 de janeiro  | Request Hour Setlist Best 30 2015                  | Junjou Shugi (纯情主义)                                            | Com Chen Si e Qian Beiting                             |
| 2015 | 25 de julho    | 2nd General Election Concert                       | Nenhuma                                                            |                                                        |
| 2015 | 26 de dezembro | Request Hour Setlist Best 30 2015 (Segunda Edição) | Dakishimeraretara (如果你拥抱我) Seifuku Resistance (再见，制服)   | Com Huang Tingting e Qiu Xinyi Com Mo Han e Zhang Yuge |
| 2016 | 30 de julho    | 3rd General Election Concert                       | Higurashi no Koi (暮蝉之恋)                                        | Com Huang Tingting                                     |
| 2017 | 7 de janeiro   | Request Hour Setlist Best 50 (Terceira Edição)     | Kuchi Utsushi no Chocolate (巧克力之吻) Ookami to Pride (狼与自尊) | Com Wan Lina e Xu Zixuan Com Mo Han                    |

## Filmografia

### Filmes
| Ano  | Título                                                         | Papel        | Notas |
| ---- | -------------------------------------------------------------- | ------------ | ----- |
| 2015 | Balala the Fairies: Princess Camellia (巴啦啦小魔仙之魔箭公主) | Sally (小蓝) |       |

### Series televisivas
| Ano  | Título                                                     | Papel              | Notas |
| ---- | ---------------------------------------------------------- | ------------------ | ----- |
| 2017 | Super Star: The Counter Attack Star Shine (逆袭之星途璀璨) | Bai Xinlu (白欣露) |       |

### Programas de variedades
| Ano  | Data                            | Emissora           | Título                                | Notas                                                   |
| ---- | ------------------------------- | ------------------ | ------------------------------------- | ------------------------------------------------------- |
| 2013 | 11 de agosto                    | Beijing Television | Top Chinese Music Awards (音乐风云榜) | Com Qiu Xinyi                                           |
| 2013 | 15 de dezembro - 2 de fevereiro | Dragon Television  | China's Got Talent                    |                                                         |
| 2015 | 14 de janeiro, 4 de abril       | Hunan Television   | I Am A Great Beauty (我是大美人)      | Com Ju Jingyi, Li Yitong, Qiu Xinyi, Mo Han e Wu Zhehan |
| 2016 | 10 de janeiro - 4 de abril      | Tudou, Youku       | National Girl (国民美少女)            |                                                         |
| 2016 | 21 de fevereiro                 | CCTV-1             | Dream Star Partner (梦想星搭档)       |                                                         |
| 2016 | 2 de julho                      | Hunan Television   | Happy Camp (快乐大本营)               | Com o SNH48, o BEJ48 e o GNZ48                          |
| 2016 | 31 de julho, 14 de agosto       | Jiangsu Television | Heroes of Remix 盖世英雄              |                                                         |
| 2016 | 12 de agosto                    | Youku              | Rio Adventure (里约大冒险)            |                                                         |
| 2016 | 10 de setembro                  | Hunan Television   | Happy Camp (快乐大本营)               | Com o Top 16                                            |
| 2016 | 17 de dezembro                  | CCTV-3             | Push The Button (全家好拍档)          |                                                         |
| 2016 | 23 de dezembro                  | iQiyi              | Friday Show (大牌对王牌)              | Com Huang Ting Ting, Mo Han e Gong Shiqi                |